# Championnat de France de floorball 2017-2018
 (juin 2017).
Saison précédente Saison suivante
La saison 2017-2018 est la 14e saison du championnat de France de floorball.

## Nationale 1

### Équipes engagées
| \| Wasquehal IKF Paris Amiens Tourcoing Caen Rouen Annecy Besançon Isere Gresivaudan Floorball Lyon Paris UC Rascasses de Marseille \| Localisation des clubs engagés dans le championnat de France de Division 1. |
| Wasquehal IKF Paris Amiens Tourcoing Caen Rouen Annecy Besançon Isere Gresivaudan Floorball Lyon Paris UC Rascasses de Marseille                                                                                   |

Les équipes engagées en Nationale 1 sont au nombre de 12.
| Club                   | Classement 2016-2017 | Entraîneur |
| ---------------------- | -------------------- | ---------- |
| Phoenix Floorball Club | 1er                  |            |
| IFK Paris              | 2e                   |            |
| Hoplites d'Ambiani     | 3e                   |            |
| Dragons bisontins      | 4e                   |            |
| Caen Floorball         | 1er (Division 2)     |            |
| Rouen Floorball        | 2e (Division 2)      |            |

| Clt   | Équipe    | PJ | V  | D  | N | BP | BC  | Diff | Pts |
| ----- | --------- | -- | -- | -- | - | -- | --- | ---- | --- |
| +001, | Paris IFK | 16 | 11 | 3  | 2 | 87 | 50  | +37  | 24  |
| +002, | Wasquehal | 16 | 9  | 5  | 2 | 67 | 56  | +11  | 20  |
| +003, | Caen      | 16 | 7  | 7  | 2 | 73 | 55  | +18  | 16  |
| +004, | Rouen     | 16 | 5  | 10 | 1 | 55 | 70  | -15  | 11  |
| +005, | Amiens    | 16 | 4  | 10 | 2 | 67 | 94  | -27  | 10  |
| +006, | Tourcoing | 16 | 4  | 11 | 1 | 64 | 102 | -38  | 9   |

- Qualifié pour les séries éliminatoires
- Dispute la poule de maintien

| Club                        | Classement 2016-2017 | Entraîneur      |
| --------------------------- | -------------------- | --------------- |
| Trolls d'Annecy             | 1er                  |                 |
| Dragons bisontins           | 2e                   |                 |
| Isère Grésivaudan Floorball | 3e                   |                 |
| Lyon Floorball Club         | 4e                   |                 |
| Paris Université Club       | 5e                   |                 |
| Rascasses de Marseille      | 6e                   | Lundstrom Peter |

| Clt   | Équipe       | PJ | V  | D  | N | BP  | BC  | Diff | Pts |
| ----- | ------------ | -- | -- | -- | - | --- | --- | ---- | --- |
| +001, | Besançon     | 16 | 15 | 0  | 1 | 107 | 53  | +54  | 31  |
| +002, | Annecy       | 16 | 13 | 2  | 1 | 107 | 41  | +66  | 27  |
| +003, | Lyon         | 16 | 8  | 4  | 4 | 71  | 67  | +4   | 20  |
| +004, | Saint-Ismier | 16 | 5  | 9  | 2 | 70  | 82  | -12  | 12  |
| +005, | Paris PUC    | 16 | 5  | 10 | 1 | 45  | 52  | -7   | 11  |
| +006, | Marseille    | 16 | 0  | 15 | 1 | 27  | 188 | -91  | 1   |

- Qualifié pour les séries éliminatoires
- Dispute la poule de maintien

## Nationale 2

### Équipes engagées
| \| Quiévrechain Amiens Paris Nantes Ponts de Cé Tours Orléans Strasbourg Lyon Grésivaudan Sevrier Lapeyrouse Fossat \| Localisation des clubs engagés dans le championnat. |
| Quiévrechain Amiens Paris Nantes Ponts de Cé Tours Orléans Strasbourg Lyon Grésivaudan Sevrier Lapeyrouse Fossat                                                           |

Les équipes engagées en Nationale 2 sont au nombre de 12.
| Club                  | Classement 2016-2017 | Entraîneur |
| --------------------- | -------------------- | ---------- |
| Nantes Floorball rés. | 1er                  |            |
| Impacts de Tours      | 2e                   |            |
| AAEEC Ponts de Cé     | 3e                   |            |
| IFK Paris rés.        | 4e                   |            |
| Grizzlys du Hainaut   | 5e                   |            |
| Hoplites d'Ambiani    | 6e                   |            |

| Clt   | Équipe       | PJ | V | D | N | BP | BC | Diff | Pts |
| ----- | ------------ | -- | - | - | - | -- | -- | ---- | --- |
| +001, | Paris        | 10 | 8 | 1 | 1 | 51 | 26 | +25  | 17  |
| +002, | Tours        | 10 | 7 | 2 | 1 | 55 | 33 | +22  | 15  |
| +003, | Nantes       | 10 | 4 | 4 | 2 | 50 | 41 | +9   | 10  |
| +004, | Quiévrechain | 10 | 3 | 6 | 1 | 33 | 46 | -13  | 7   |
| +005, | Ponts de Cé  | 10 | 3 | 6 | 1 | 35 | 62 | -27  | 7   |
| +006, | Amiens       | 10 | 2 | 8 | 0 | 27 | 43 | -16  | 4   |

- Qualifié pour les séries éliminatoires
- Dispute la poule de maintien

| Club                      | Classement 2016-2017 | Entraîneur |
| ------------------------- | -------------------- | ---------- |
| Dahuts du Lac             | 1er                  |            |
| Sentinelles de Strasbourg | 2e                   |            |
| Lyon FC Pirates 2         | 3e                   |            |
| Griffons d'Oc             | 4e                   |            |
| Gladiateurs d'Orléans     | 5e                   |            |
| Tigres du Gresivaudan 2   | 6e                   |            |

| Clt   | Équipe            | PJ | V | D | N | BP | BC | Diff | Pts |
| ----- | ----------------- | -- | - | - | - | -- | -- | ---- | --- |
| +001, | Sevrier           | 10 | 8 | 0 | 2 | 52 | 25 | +27  | 18  |
| +002, | Strasbourg        | 10 | 7 | 1 | 2 | 54 | 28 | +26  | 16  |
| +003, | Lyon              | 10 | 5 | 4 | 1 | 34 | 31 | +3   | 11  |
| +004, | Saint-Ismier      | 10 | 3 | 7 | 0 | 30 | 45 | -15  | 6   |
| +005, | Lapeyrouse-Fossat | 10 | 3 | 7 | 0 | 26 | 50 | -24  | 6   |
| +006, | Orléans           | 10 | 1 | 8 | 1 | 16 | 33 | -17  | 3   |

- Qualifié pour les séries éliminatoires
- Dispute la poule de maintien

## Division 3

### Équipes engagées
| \| Caen Rouen Tourcoing Paris Nantes Brest Saint-Lô Rennes Tours Orléans Le Mans Brunoy Montbazon Strasbourg Lyon Nancy Besançon Villeurbanne Béziers Sevrier Annecy Saint-Étienne \| Localisation des clubs engagés dans le championnat. |
| Caen Rouen Tourcoing Paris Nantes Brest Saint-Lô Rennes Tours Orléans Le Mans Brunoy Montbazon Strasbourg Lyon Nancy Besançon Villeurbanne Béziers Sevrier Annecy Saint-Étienne                                                           |

Les équipes engagées en Division 3 sont au nombre de 23.
| Club                     | Entraîneur |
| ------------------------ | ---------- |
| Le Mans / Bordeaux       |            |
| PUC rés.                 |            |
| Jets de Buc              |            |
| Impacts de Tours rés.    |            |
| Salamandres de Montbazon |            |
| Lions de Brunoy 1        |            |

| Club                    | Entraîneur        |
| ----------------------- | ----------------- |
| Nantes Floorball rés.   | Arnaud Foulonneau |
| Caen Floorball / Fleury |                   |
| Panthères de Rennes     |                   |
| Rouen Floorball rés.    |                   |
| Saint-Lô Floorball      |                   |
| Celtics de Brest        |                   |

| Club                           | Entraîneur |
| ------------------------------ | ---------- |
| Nordiques Floorball Club rés.  |            |
| Lions de Brunoy rés.           |            |
| Loups lorrains                 |            |
| Sentinelles de Strasbourg rés. |            |
| Dragons bisontins rés.         |            |

| Club                    | Entraîneur            |
| ----------------------- | --------------------- |
| Lyon FC Pirates 3       |                       |
| Dandies de Villeurbanne |                       |
| Chats Biterrois         |                       |
| Trolls d'Annecy rés.    | Manaure Russo-Mendoza |
| Saint-Étienne Knights   |                       |
| Dahuts du Lac rés.      |                       |

Légende des couleurs
- Relégué de Division 2 2015-2016

| Clt   | Équipe             | PJ | V | D | N | BP | BC | Diff | Pts |
| ----- | ------------------ | -- | - | - | - | -- | -- | ---- | --- |
| +001, | Le Mans / Bordeaux | 10 | 8 | 0 | 2 | 48 | 12 | +36  | 18  |
| +002, | Buc                | 10 | 8 | 2 | 0 | 29 | 15 | +14  | 16  |
| +003, | Paris              | 10 | 6 | 3 | 1 | 29 | 20 | +9   | 13  |
| +004, | Tours II           | 10 | 3 | 6 | 1 | 19 | 30 | -11  | 7   |
| +005, | Montbazon          | 10 | 2 | 7 | 1 | 20 | 45 | -25  | 5   |
| +006, | Brunoy             | 10 | 0 | 9 | 1 | 14 | 37 | -23  | 1   |

- Qualifié pour les séries éliminatoires

| Clt   | Équipe        | PJ | V  | D | N | BP | BC | Diff | Pts |
| ----- | ------------- | -- | -- | - | - | -- | -- | ---- | --- |
| +001, | Brest         | 10 | 10 | 0 | 0 | 63 | 12 | +51  | 20  |
| +002, | Rennes        | 10 | 6  | 3 | 1 | 39 | 27 | +12  | 13  |
| +003, | Saint-Lô      | 10 | 4  | 5 | 1 | 26 | 38 | -12  | 9   |
| +004, | Rouen II      | 10 | 3  | 5 | 2 | 31 | 32 | -1   | 8   |
| +005, | Caen / Fleury | 10 | 2  | 7 | 1 | 25 | 37 | -12  | 5   |
| +006, | Nantes II     | 6  | 2  | 3 | 1 | 18 | 56 | -38  | 1   |

- Qualifié pour les séries éliminatoires
- Forfait en fin de saison

| Clt   | Équipe      | PJ | V | D | N | BP | BC | Diff | Pts |
| ----- | ----------- | -- | - | - | - | -- | -- | ---- | --- |
| +001, | Brunoy II   | 8  | 7 | 0 | 1 | 52 | 13 | +39  | 15  |
| +002, | Besançon II | 8  | 4 | 3 | 1 | 35 | 33 | +2   | 9   |
| +003, | Tourcoing   | 8  | 4 | 4 | 0 | 31 | 32 | -1   | 8   |
| +004, | Nancy       | 8  | 4 | 4 | 0 | 40 | 47 | -7   | 8   |
| +005, | Strasbourg  | 8  | 0 | 8 | 0 | 20 | 53 | -33  | 0   |

- Qualifié pour les séries éliminatoires

| Clt   | Équipe       | PJ | V | D  | N | BP | BC | Diff | Pts |
| ----- | ------------ | -- | - | -- | - | -- | -- | ---- | --- |
| +001, | Annecy II    | 10 | 8 | 1  | 1 | 33 | 9  | +24  | 17  |
| +002, | St Etienne   | 10 | 6 | 2  | 2 | 31 | 26 | +5   | 14  |
| +003, | Villeurbanne | 10 | 5 | 2  | 3 | 42 | 20 | +22  | 13  |
| +004, | Béziers      | 10 | 5 | 4  | 1 | 28 | 25 | +3   | 11  |
| +005, | Lyon III     | 10 | 2 | 4  | 1 | 20 | 34 | -14  | 5   |
| +006, | Sevrier II   | 10 | 0 | 10 | 0 | 13 | 53 | -40  | 0   |

- Qualifié pour les séries éliminatoires

### Séries éliminatoires

#### Play-offs
|  |                    |                  |                    |                  |                  |  |  |              |              |                    |              |              |  |  |        |        |        |        |        |  |  |
|  | Quarts de finale   | Quarts de finale | Quarts de finale   | Quarts de finale | Quarts de finale |  |  | Demi-finales | Demi-finales | Demi-finales       | Demi-finales | Demi-finales |  |  | Finale | Finale | Finale | Finale | Finale |  |  |
|  | 24 mars 2018       |                  |                    |                  |                  |  |  |              |              |                    |              |              |  |  |        |        |        |        |        |  |  |
|  |                    |                  |                    |                  |                  |  |  |              |              |                    |              |              |  |  |        |        |        |        |        |  |  |
|  | Le Mans / Bordeaux | N1               |                    |                  |                  |  |  |              |              |                    |              |              |  |  |        |        |        |        |        |  |  |
|  | Le Mans / Bordeaux | N1               | 25 mars 2018       |                  |                  |  |  |              |              |                    |              |              |  |  |        |        |        |        |        |  |  |
|  | Besançon II        | E2               |                    |                  |                  |  |  |              |              |                    |              |              |  |  |        |        |        |        |        |  |  |
|  | Besançon II        | E2               | Le Mans / Bordeaux |                  |                  |  |  |              |              |                    |              |              |  |  |        |        |        |        |        |  |  |
|  | 24 mars 2018       |                  |                    |                  |                  |  |  |              |              |                    |              |              |  |  |        |        |        |        |        |  |  |
|  |                    |                  | Brest              |                  |                  |  |  |              |              |                    |              |              |  |  |        |        |        |        |        |  |  |
|  | Brest              | O1               |                    |                  |                  |  |  |              |              |                    |              |              |  |  |        |        |        |        |        |  |  |
|  | Brest              | O1               |                    |                  |                  |  |  |              |              |                    |              |              |  |  |        |        |        |        |        |  |  |
|  | St Etienne         | S2               |                    |                  |                  |  |  |              |              |                    |              |              |  |  |        |        |        |        |        |  |  |
|  | St Etienne         | S2               |                    |                  |                  |  |  |              |              | Le Mans / Bordeaux |              | 1            |  |  |        |        |        |        |        |  |  |
|  | 24 mars 2018       |                  |                    |                  |                  |  |  |              |              | Le Mans / Bordeaux |              | 1            |  |  |        |        |        |        |        |  |  |
|  |                    | Annecy II        |                    | 2                |                  |  |  |              |              |                    |              |              |  |  |        |        |        |        |        |  |  |
|  | Brunoy II          | Annecy II        | E1                 | 2                |                  |  |  |              |              |                    |              |              |  |  |        |        |        |        |        |  |  |
|  | Brunoy II          |                  |                    |                  |                  |  |  |              |              |                    |              |              |  |  |        |        |        |        |        |  |  |
|  | Buc                | N2               |                    |                  |                  |  |  |              |              |                    |              |              |  |  |        |        |        |        |        |  |  |
|  | Buc                | N2               | Brunoy II          |                  |                  |  |  |              |              |                    |              |              |  |  |        |        |        |        |        |  |  |
|  | 24 mars 2018       |                  |                    |                  |                  |  |  |              |              |                    |              |              |  |  |        |        |        |        |        |  |  |
|  |                    |                  | Annecy II          |                  |                  |  |  |              |              |                    |              |              |  |  |        |        |        |        |        |  |  |
|  | Annecy II          | S1               |                    |                  |                  |  |  |              |              |                    |              |              |  |  |        |        |        |        |        |  |  |
|  | Annecy II          | S1               |                    |                  |                  |  |  |              |              |                    |              |              |  |  |        |        |        |        |        |  |  |
|  | Rennes             | O1               |                    |                  |                  |  |  |              |              |                    |              |              |  |  |        |        |        |        |        |  |  |
|  | Rennes             | O1               |                    |                  |                  |  |  |              |              |                    |              |              |  |  |        |        |        |        |        |  |  |

|  | 3ème place |  |
|  |            |  |
|  |            |  |
|  |            |  |
|  | Brest      |  |
|  |            |  |
|  | Brunoy II  |  |
|  |            |  |

### Statistiques individuelles
Les statistiques ci-dessous concernent uniquement la phase régulière.
| No | Joueur                 | Equipe                  | Points inscrits |
| -- | ---------------------- | ----------------------- | --------------- |
| 1  | Frédéric Plantec       | Celtics de Brest        | 22              |
| 2  | Bernard Helou          | Lions de Brunoy 1       | 21              |
| 3  | Romain Weyrich         | Dandies de Villeurbanne | 20              |
| 4  | Jean-François Langlois | Panthères de Rennes     | 19              |
| 4  | Timon Cloarec          | Celtics de Brest        | 19              |

| No | Joueur                 | Equipe                  | Buts |
| -- | ---------------------- | ----------------------- | ---- |
| 1  | Bernard Helou          | Lions de Brunoy 1       | 17   |
| 2  | Romain Weyrich         | Dandies de Villeurbanne | 15   |
| 3  | Frédéric Plantec       | Celtics de Brest        | 14   |
| 4  | Emilien Bonhomme       | Le Mans/Bordeaux        | 11   |
| 4  | Adrien Letestu         | Lions de Brunoy 1       | 11   |
| 4  | Jean-François Langlois | Panthères de Rennes     | 11   |

| No | Joueur                 | Equipe              | Passes décisives |
| -- | ---------------------- | ------------------- | ---------------- |
| 1  | Yann Poirier           | Celtics de Brest    | 12               |
| 2  | Timon Cloarec          | Celtics de Brest    | 9                |
| 3  | Jean-François Langlois | Panthères de Rennes | 8                |
| 3  | Cédric Hello           | Lions de Brunoy 1   | 8                |
| 3  | Frédéric Plantec       | Celtics de Brest    | 8                |

| No | Joueur            | Equipe            | Pourcentage d'arrêts/nombre de tirs |
| -- | ----------------- | ----------------- | ----------------------------------- |
| 1  | Romain Crozelon   | Trolls d'Annecy 2 | 94,44                               |
| 2  | Donovan Fremy     | Le Mans/Bordeaux  | 94,20                               |
| 3  | Zuzana Kandrikova | Trolls d'Annecy 2 | 93,94                               |
| 4  | Florentin Saget   | Le Mans/Bordeaux  | 93,75                               |
| 5  | Valérian Thomas   | Jets de Buc       | 91,04                               |

## Féminin

### Équipes engagées
| \| Rouen Amiens Paris Lyon \| Localisation des clubs engagés dans le championnat. |
| Rouen Amiens Paris Lyon                                                           |

Les équipes engagées en championnat féminin sont au nombre de 5.
| Club                  | Entraîneur |
| --------------------- | ---------- |
| Lyon Floorball Club 1 |            |
| Lyon Floorball Club 2 |            |
| Hoplites d'Ambiani    |            |
| Rouen Floorball       |            |
| Panam United          |            |

| Clt   | Équipe | PJ | V | D | N | BP | BC | Diff | Pts |
| ----- | ------ | -- | - | - | - | -- | -- | ---- | --- |
| +001, | Lyon 1 | 0  | 0 | 0 | 0 | 0  | 0  | 0    | 0   |
| +002, | Rouen  | 0  | 0 | 0 | 0 | 0  | 0  | 0    | 0   |
| +003, | Paris  | 0  | 0 | 0 | 0 | 0  | 0  | 0    | 0   |
| +004, | Lyon 2 | 0  | 0 | 0 | 0 | 0  | 0  | 0    | 0   |
| +005, | Amiens | 0  | 0 | 0 | 0 | 0  | 0  | 0    | 0   |